# Hørður Askham
Hørður Askham (Tórshavn, 22 de septiembre de 1994) es un futbolista feroés que juega en la demarcación de centrocampista para el F. C. Roskilde de la Primera División de Dinamarca.

## Selección nacional
Tras jugar en varias categorías inferiores de la selección, finalmente hizo su debut con la selección de fútbol de Islas Feroe en un partido de la Liga de Naciones de la UEFA 2022-23 contra Suecia que finalizó con un resultado de 0-4 tras los goles de Victor Lindelöf, Robin Quaison y un doblete de Alexander Isak.

## Clubes
| Club                     | País        | Año       | Partidos | Goles |
| ------------------------ | ----------- | --------- | -------- | ----- |
| B36 Tórshavn             | Islas Feroe | 2011-2012 | 8        | 0     |
| 07 Vestur (cedido)       | Islas Feroe | 2012-2013 | 11       | 1     |
| B36 Tórshavn             | Islas Feroe | 2013-2017 | 98       | 5     |
| Klaksvíkar Ítróttarfelag | Islas Feroe | 2017-2019 | 63       | 1     |
| Havnar Bóltfelag         | Islas Feroe | 2019-2023 | 106      | 9     |
| Akademisk Boldklub       | Dinamarca   | 2023-2024 | 21       | 2     |
| F. C. Roskilde           | Dinamarca   | 2024-     | 10       | 0     |